# تمارا هوراسيك
تمارا هوراسيك (بالفرنسية: Tamara Horacek)‏ مواليد 5 نوفمبر 1995 في بوزيغا، هي لاعبة كرة يد فرنسية تلعب كوسط مدافع. مثلت منتخب فرنسا لكرة اليد للسيدات. حققت المركز الثالث في بطولة أوروبا لكرة اليد للسيدات 2016.

## الميداليات
| الميدالية | المسابقة                            |
| --------- | ----------------------------------- |
| برونزية   | بطولة أوروبا لكرة اليد للسيدات 2016 |

## روابط خارجية
- تمارا هوراتشيك على موقع الاتحاد الأوروبي لكرة اليد (الإنجليزية)
- تمارا هوراتشيك على موقع الدوري الفرنسي لكرة اليد للسيدات (الفرنسية)
- تمارا هوراتشيك على موقع أوليمبيديا (الإنجليزية)
- تمارا هوراتشيك على موقع اللجنة الأولمبية الفرنسية (مؤرشف) (الفرنسية)